# スポーツミュージアム
『スポーツミュージアム』は、2008年度まで全国のAMラジオ局の一部で放送されていたラジオ番組である。制作は綜合放送。
基本的に、プロ野球ナイター中継が放送される4月 - 9月の期間（ナイターシーズン）中、ナイター中継終了後から22時までの時間帯に放送された（ナイター中継が休みの時は一部地域を除いて21時から22時まで）。
パーソナリティは野球解説者が務めており、ニッポン放送より裏送りしていた。

## 概要
毎回スポーツに関する一つの話題を曲とメインパーソナリティの見解を交えつつ展開していく。後述のコーナーは番組の終盤に用意されている。
野球中継延長時の時間短縮を考慮した5分区切りの「フォーマット制」となっているため、ネット局の放送枠の都合などによる短縮も可能になっている。
2009年度より、野球関係者が一切出演しない音楽番組『ポップス・フォーエバー』（第2期。第1期は1990年代にオンエア）に衣替えした。のちに野球一辺倒の番組が2010年度より復活。『江本孟紀のズバリ!ストレート』、そして、2011年度は『たかとりじゅんのスポーツ・ジョッキー』として放送された。

## パーソナリティ
- 西本聖（西本聖のスポーツミュージアム、時期不明 - 2000年・2002年）
- 小林至（小林至のスポーツミュージアム、2001年）
- 高木豊（高木豊のスポーツミュージアム、2004年・2005年・2007年・2008年）
- 角盈男（角盈男のスポーツミュージアム、2003年・2006年）

## パートナー
- 庄司正樹（元エフエム山陰アナウンサー、 - 2005年）
- 川嵜美佳（フリーアナウンサー[1]、2006 - 2008年）
ラジオ日本のずばり!ジャイアンツプライドにも同時期出演。

## 主なコーナー
- 庄ちゃんのファールチップ（2005年度まで）
スポーツに関する過去の話題をアーティストのアルバム収録曲を挟みながら紹介。
- 川嵜美佳のスポーツ大好き（2006年度から）
こちらは最近のスポーツの話題をテーマに、川嵜単独でのフリートークと、アーティストのアルバム収録曲を紹介。